# Philippe Godeau
Philippe Godeau (...) è un produttore cinematografico, regista e sceneggiatore francese.
Godeau lavorò nella distribuzione cinematografica per la Gaumont prima di fondare lo studio cinematografico indipendente Pan-Européenne.
Durante la sua carriera, Godeau ha lavorato su numerosi progetti, tra i quali Una vita indipendente (1992), L'ottavo giorno (1996), Baise moi - Scopami (2000) e Emotivi anonimi (2010). Ha prodotto diverse pellicole dal carattere internazionale, tra cui Le Sixième Doigt (1990) in Costa d'Avorio, Largo Winch (2008), girato a Malta, Sicilia e Hong Kong, e Mr. Nobody (2009), una coproduzione tra Belgio, Canada, Francia e Germania.
Nel 2009 debuttò alla regia con Le Dernier pour la route. Protagonisti della storia sono François Cluzet e Mélanie Thierry. Il film fu candidato a cinque premi César e vinse migliore promessa femminile per Mélanie Thierry. Nel 2013 Godeau diresse il suo secondo lungometraggio, 11.6.

## Filmografia

### Regista
- Le dernier pour la route (2009)
- 11.6 (2013)
- Il viaggio di Yao (Yao) (2018)

### Produttore (parziale)
- L'ottavo giorno (Le Huitième Jour), regia di Jaco Van Dormael (1996)